# Shehab Kankoune
Shehab Kankoune (en árabe: شهاب كنكوني‎; Kuwait, Kuwait; 28 de abril de 1981) es un exfutbolista kuwaití que jugaba en la posición de guardameta.

## Carrera

### Club
| Periodo   | Club                |
| --------- | ------------------- |
| 1997–2012 | Kazma SC            |
| 2008–2010 | → Al Arabi (cedido) |
| 2012–2013 | Al-Sulaibikhat SC   |
| 2013–2015 | Al-Yarmouk SC       |
| 2015–2017 | Kazma SC            |
| 2017–2018 | Al-Fahaheel SC      |
| 2018–2019 | Al Tadamon SC       |

### Selección nacional
Jugó para Kuwait en 43 ocasiones de 1998 a 2010, participó en los Juegos Olímpicos de Sídney 2000, los Juegos Asiáticos de 2002 y en dos ediciones de la Copa Asiática.

## Logros
- Copa del Emir de Kuwait: 1

2011